# Un diplomate
Un diplomate (en russe : Diplomat) est une nouvelle d’Anton Tchekhov, parue en 1885.

## Historique
Un diplomate est initialement publié dans Le Journal de Pétersbourg, no 135, du 20 mai 1885, sous le pseudonyme A.Tchekhonte.

## Résumé
Anna Kouvaldine vient de mourir. Elle était séparée de son mari, et la famille mandate le colonel Piskarev pour aller avertir le « promu au veuvage ». Il s’agit d’être prudent, car c’est un homme maladif.
Aussitôt, Piskarev se rend sur le lieu de travail de Michel Kouvaldine. Après les salutations d’usage, il part dans un discours sur les avantages de la vie de célibataire et sur le mauvais caractère de la défunte : « elle est laide, malingre, elle a un mauvais fond ».
Deux fois, pourtant, Piskarev se coupe et parle d’Anna au passé. Kouvaldine devine et éclate en sanglots. Piskarev se coupe encore, puis assure « qu’elle n’est pas encore morte ». Bref, c’est un fiasco.
De retour chez la défunte, Piskarev, désespéré, demande à ce qu’un autre aille annoncer la nouvelle.

## Édition française
- Un diplomate, dans Œuvres de A.Tchekhov 1885, traduit par Madeleine Durand et Edouard Parayre, Les Editeurs Français Réunis, 1955, numéro d’éditeur 431.